# دانیل سیمایله
دانیل سیمایله (اوکراینی: Даніїл Андрійович Сємілєт؛ زادهٔ ۷ مارس ۲۰۰۱) بازیکن فوتبال اهل اوکراین است.
از باشگاه‌هایی که در آن بازی کرده‌است می‌توان به باشگاه فوتبال فورسکلا پولتاوا اشاره کرد.